# Cricqueville-en-Bessin
Cricqueville-en-Bessin is een gemeente in het Franse departement Calvados (regio Normandië) en telt 183 inwoners (2005). De plaats maakt deel uit van het arrondissement Bayeux. Het historisch belangrijke Pointe du Hoc, tussen Omaha Beach en Utah Beach, ligt in deze gemeente.

## Geografie
De oppervlakte van Cricqueville-en-Bessin bedraagt 8,6 km², de bevolkingsdichtheid is 21,3 inwoners per km².
De onderstaande kaart toont de ligging van Cricqueville-en-Bessin met de belangrijkste infrastructuur en aangrenzende gemeenten.

## Demografie
Onderstaande figuur toont het verloop van het inwonertal (bron: INSEE-tellingen).
Vanwege een beveiligingsprobleem met de MediaWiki Graph-software is het momenteel niet mogelijk deze grafiek weer te geven. Zodra de software is bijgewerkt zal de grafiek vanzelf weer zichtbaar worden.
1. ↑  Populations de référence 2022.